# آنته آرالیکا
آنته آرالیکا (انگلیسی: Ante Aralica؛ زادهٔ ۲۳ ژوئیهٔ ۱۹۹۶) بازیکن فوتبال اهل کرواسی است.
از باشگاه‌هایی که در آن بازی کرده‌است می‌توان به باشگاه فوتبال لوکوموتیو زاگرب اشاره کرد.